# Chun (huyện)
Chun (tiếng Thái: จุน) là một huyện (amphoe) của tỉnh Phayao ở phía bắc Thái Lan.

## Lịch sử
Huyện Chun có lịch sử từ thành phố cổ tên là Wiang Lo, cùng thời với Mueang Phayao.
Trước đây thuộc huyện Chiang Kham, tỉnh Chiang Rai, được nâng lên phó huyện năm 1963 và tách thành huyện riêng năm 1965.

## Địa lý
Các huyện giáp ranh (từ phía đông theo chiều kim đồng hồ) là Chiang Kham, Pong và Dok Khamtai của tỉnh Phayao, Pa Daet và Thoeng của tỉnh Chiang Rai.
Nguồn nước quan trọng ở huyện là sông Ing và sông Chun.

## Hành chính
Huyện này được chia thành 7 phó huyện (tambon), các đơn vị này lại được chia ra thành 88 làng (muban). Huai Khao Kam là một thị trấn (thesaban tambon) nằm trên một phần của tambon Huai Khao Kam. Có 6 Tổ chức hành chính tambon.
| STT | Tên                   | Tên tiếng Thái |  | Dân số |  |
| --- | --------------------- | -------------- |  | ------ |  |
| 1.  | Huai Khao Kam         | ห้วยข้าวก่ำ       |  | 8.893  |  |
| 2.  | Chun                  | จุน             |  | 9.889  |  |
| 3.  | Lo                    | ลอ             |  | 6.724  |  |
| 4.  | Hong Hin              | หงส์หิน          |  | 7.157  |  |
| 5.  | Thung Ruang Thong     | ทุ่งรวงทอง       |  | 8.072  |  |
| 6.  | Huai Yang Kham        | ห้วยยางขาม      |  | 6.102  |  |
| 7.  | Phra That Khing Kaeng | พระธาตุขิงแกง    |  | 5.229  |  |